# Pyrrholaemus
Pyrrholaemus es un género de aves de la familia Acanthizidae. Las especies de este género se distribuyen por el sur y este de Australia.

## Especies
Tiene descritas dos especies:
- Sedosito gorjirrojo (Pyrrholaemus brunneus) - sur de Australia.
- Sedosito moteado (Pyrrholaemus sagittatus) - este de Australia.

## Referencias

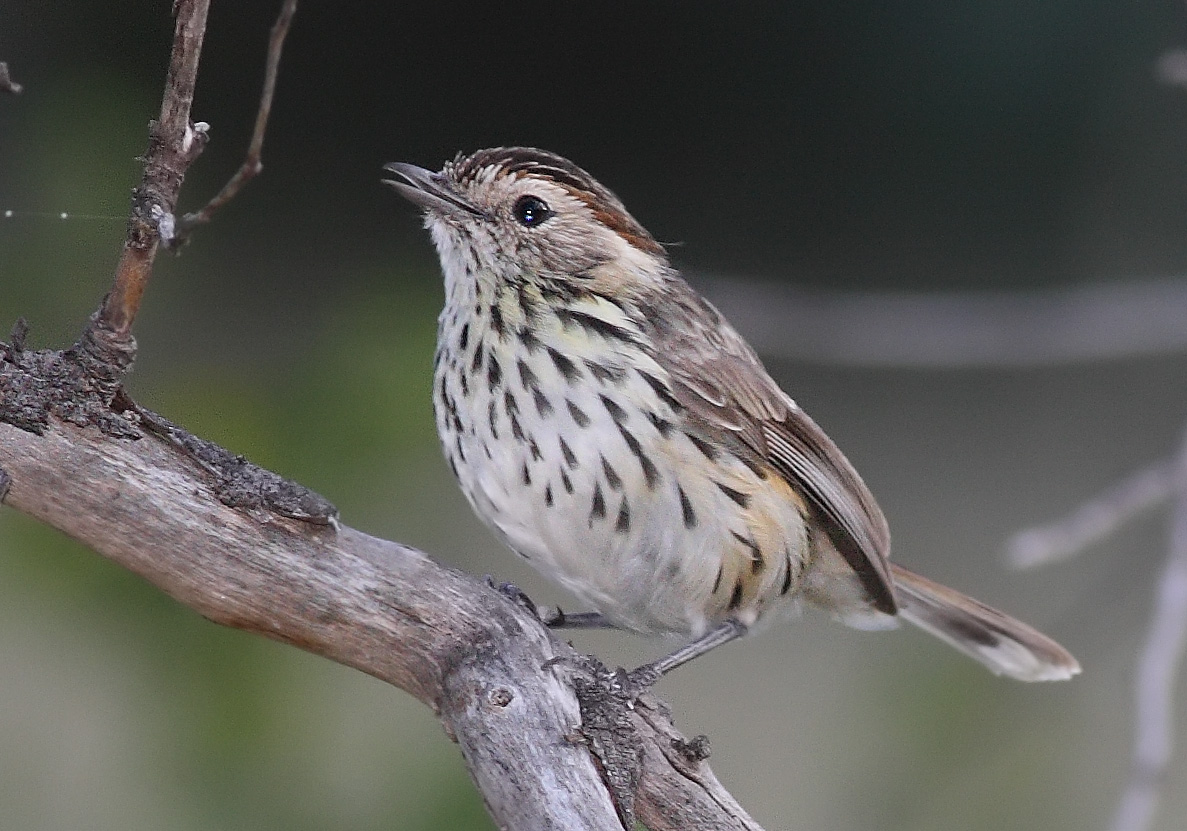
Sedosito moteado (Pyrrholaemus sagittatus).